# اچ‌ام‌اس کیت (۱۹۳۰)
اچ‌ام‌اس کیت (۱۹۳۰) (به انگلیسی: HMS Keith (1930)) یک کشتی بود که طول آن ۳۲۳ فوت (۹۸٫۵ متر) بود. این کشتی در سال ۱۹۳۰ ساخته شد.